# Прилепски български учителски събор (1868)
Прилепският български учителски събор, наричан също конференция, се провежда в град Прилеп, тогава в Османската империя, през август 1868 година. Представлява поредица от срещи на учители, книжари и други интелигентни българи от различни крайща на Македония с обсъждания по педагогически теми. Това е първото събиране на българското учителство в Македония.
Други автори наричат първи учителски събор състоялият се по-късно, през август 1871 година събор, организиран съобразно решенията на този от 1868 година.

## Протичане на събора
В 1868 година дейците на прилепското читалище решават да използват периода на големия Прилепски панаир (1 – 15 август), когато в града се събират хора от всички краища на Европейска Турция, за да направят среща на български книжари и учители от близки и далечни места. Канят ги на събрание в читалищния салон, на което се решава да проведат няколко срещи-събрания с педагогически теми – вечерни беседи в читалището, като целта е и да се опознаят по-добре и сближат. Присъстват и други интелигентни българи. Уреждат се четири събрания.
Конференцията – първо събиране на българското учителство в Македония – е открита от учителя в Прилеп Никола Ганчев. На първото събиране учителят Лука (Вълко) Нейчев говори по темата за „ползата отъ учителскитѣ събрания; средставата за преуспѣване просвѣтата между народа; за първоначалното образование; какъ да се поставятъ училищата за по-добъръ редъ и да се състави обща програма“. Учителят Петър Мусев говори за ползата от училищата в селата. На други събрания говорят Константин Босилков, Н. Бояджиев, Иван Шумков, дякон Агапий Войнов. Никола Ганчев закрива конференцията с пожелание такива събирания да стават по-често и с благодарност към участвалите.
Идеята за учителски събори, зародила се при срещите, е на тях да се събират всички учители от околните градове и паланки и да обмислят въвеждането на еднаква програма във всички училища, еднакви учебници, въвеждане на ред вътре и извън училищата и други теми. Реализирането на тази идея се възлага на учителите в Битоля Лука Нейчев – главен учител, и Петър Мусев.
Получилите задачата учители изпращат през юли 1871 година циркулярно писмо до прилепчани за откриване на учителски събор в Прилеп, а прилепските дейци се погрижват за организацията на място. Съборът се състои в началото на август 1871 година, по време на прилепския панаир.